# Mazda 737C
O Mazda 737C foi um protótipo de carro de corrida construído pela Mazdaspeed para as 24 Horas de Le Mans no âmbito do Grupo C2 fórmula.
Dois 737Cs foram inscritos nas 24 Horas de Le Mans em 1985, terminaram a corrida em em 3° e 6° na classe C2. Foi substituído pelo Mazda 757.
1. ↑  «Mazda 737C». Louwman Museum. 5 de setembro de 2013. Consultado em 09 de janeiro de 2025 Verifique data em: |acessodata= (ajuda)
2. ↑  «Three Mazda Le Mans cars on special display at the Automobile Council | MZRacing - MAZDA Motorsport». MZRacing. 20 de março de 2021. Consultado em 9 de janeiro de 2025